# Bonnie Hunt
Bonnie Lynn Hunt (Chicago, 22 settembre 1961) è un'attrice, produttrice televisiva, regista, sceneggiatrice e conduttrice televisiva statunitense.

## Biografia
Nasce da madre casalinga, Alice E. Jatczak e padre elettricista, Robert Edward Hunt. È cresciuta in una famiglia polacco-irlandese estremamente cattolica. Ha tre fratelli più grandi di lei: Patrick, Kevin, e Tom, due sorelle maggiori Cathy e Carol e una sorellina Maria. Ha studiato in scuole cattoliche e frequentato la Notre Dame High School for Girls a Chicago.
Ha esordito al cinema nel 1988 con Rain Man - L'uomo della pioggia ed ha partecipato a numerosi altri film ed è stata nominata agli Emmy per la serie TV Una mamma quasi perfetta, di cui è interprete, regista, sceneggiatrice e produttrice. Nel 2000 debutta alla regia con il primo lungometraggio, il film romantico Return to Me con David Duchovny e Minnie Driver.
Tra i suoi film Beethoven, Beethoven 2, Jerry Maguire assieme a Tom Cruise, Jumanji con Robin Williams, Il miglio verde con Tom Hanks, Una scatenata dozzina e il seguito Il ritorno della scatenata dozzina con Steve Martin. Ha prestato la sua voce per il film d'animazione Monsters & Co. Cars - Motori ruggenti e A Bug's Life - Megaminimondo.

### Vita privata
È stata sposata dal 1988 al 2006 con il banchiere John Murphy.

## Riconoscimenti
- Saturn Awards 1996: Miglior attrice non protagonista per Jumanji

## Filmografia

### Attrice

#### Cinema
- Rain Man - L'uomo della pioggia (Rain Man), regia di Barry Levinson (1988)
- Beethoven, regia di Brian Levant (1992)
- Dave - Presidente per un giorno (Dave), regia di Ivan Reitman (1993)
- Beethoven 2 (Beethoven's 2nd), regia di Rod Daniel (1993)
- Only You - Amore a prima vista (Only You), regia di Norman Jewison (1994)
- Amiche per sempre (Now and Then), regia di Lesli Linka Glatter (1995)
- Jumanji, regia di Joe Johnston (1995)
- Matrimonio per colpa (Getting Away with Murder), regia di Harvey Miller (1996)
- Jerry Maguire, regia di Cameron Crowe (1996)
- Subway Stories - Cronache metropolitane (SUBWAYStories: Tales from the Underground) - serie TV, 1 episodio (1997)
- Amore tra le righe (Kissing a Fool), regia di Doug Ellin (1998)
- Destini incrociati (Random Hearts), regia di Sydney Pollack (1999)
- Il miglio verde (The Green Mile), regia di Frank Darabont (1999)
- Return to Me, regia di Bonnie Hunt (2000)
- L'ultima estate - Ricordi di un'amicizia (Stolen Summer), regia di Pete Jones (2002)
- Una scatenata dozzina (Cheaper by the Dozen), regia di Shawn Levy (2003)
- Loggerheads, regia di Tim Kirkman (2005)
- Il ritorno della scatenata dozzina (Cheaper by the Dozen 2), regia di Adam Shankman (2005)
- I Want Someone to Eat Cheese With, regia di Jeff Garlin (2006)
- Hurricane Season, regia di Tim Story (2009)
- The Ultimate Playlist of Noise, regia di Bennett Lasseter (2021)
- Uno Rosso (Red One), regia di Jake Kasdan (2024)

#### Televisione
- American Playhouse - serie TV, episodio 4x14 (1984)
- 110 Lombard - film TV, (1988)
- Grand - serie TV, 26 episodi (1990)
- Davis Rules - serie TV, 18 episodi (1991-1992)
- The Building - serie TV, (1993)
- The Bonnie Hunt Show - Talk-Show TV (1995-1996)
- Subway Stories - Cronache metropolitane - film TV, (1997)
- Una mamma quasi perfetta (Life with Bonnie) – serie TV, 44 episodi (2002-2004)
- Let Go - film TV, (2006)
- The Bonnie Hunt Show - Talk-Show TV (2008-2010)
- Escape at Dannemora - miniserie TV (2018)

### Doppiatrice
- Edith Ann's Christmas - film TV (1996)
- A Bug's Life - Megaminimondo (A Bug's Life), regia di John Lasseter e Andrew Stanton (1998)
- Monsters & Co. (Monsters, Inc.), regia di Pete Docter (2001)
- Cars - Motori ruggenti (Cars), regia di John Lasseter (2006)
- Carl Attrezzi e la luce fantasma (Mater and the Ghostlight), regia di John Lasseter e Dan Scanlon – cortometraggio (2006)
- The Life & Times of Tim - serie animata TV, 30 episodi (2008-2012)
- Toy Story 3 - La grande fuga (Toy Story 3), regia di Lee Unkrich (2010)
- Cars 2, regia di John Lasseter e Brad Lewis (2011)
- Sofia la principessa - serie animata TV, 108 episodi (2012-2018)
- Monsters University, regia di Dan Scanlon (2013)
- Zootropolis (Zootopia), regia di Byron Howard e Rich Moore (2016)
- Cars 3, regia di Brian Fee (2017)
- I perché di Forky - Serie TV (2019–2020)
- Toy Story 4, regia di Josh Cooley (2019)

## Doppiatrici italiane
Nelle versioni in italiano dei suoi film, Bonnie Hunt è stata doppiata da:
- Tiziana Avarista in Destini incrociati, Una mamma quasi perfetta, Uno rosso
- Barbara Doniselli in Beethoven, Beethoven 2
- Roberta Pellini in Una scatenata dozzina, Il ritorno della scatenata dozzina
- Pinella Dragani in Jumanji, Jerry Maguire
- Maria Grazia Dominici in Rain Man - L'uomo della pioggia
- Micaela Esdra in Only You - Amore a prima vista
- Cristina Boraschi in Matrimonio per colpa
- Ludovica Modugno in Amore tra le righe
- Michela Alborghetti ne Il miglio verde
- Anna Rita Pasanisi in Return to Me
- Francesca Guadagno ne L'ultima estate - Ricordi di un'amicizia
- Alessandra Korompay in Escape at Dannemora

Da doppiatrice è sostituita da:
- Sabrina Ferilli in Cars - Motori ruggenti, Carl Attrezzi e la luce fantasma, Cars 2, Cars 3
- Roberta Pellini in Toy Story 3 - La grande fuga, Toy Story 4, I perché di Forky
- Giò Giò Rapattoni in Monsters University, Monsters & Co. La Serie - Lavori in corso!
- Alessandra Casella in A Bug's Life - Megaminimondo
- Cristina Giachero in Monsters & Co.
- Roberta Greganti in Zootropolis